# Banani

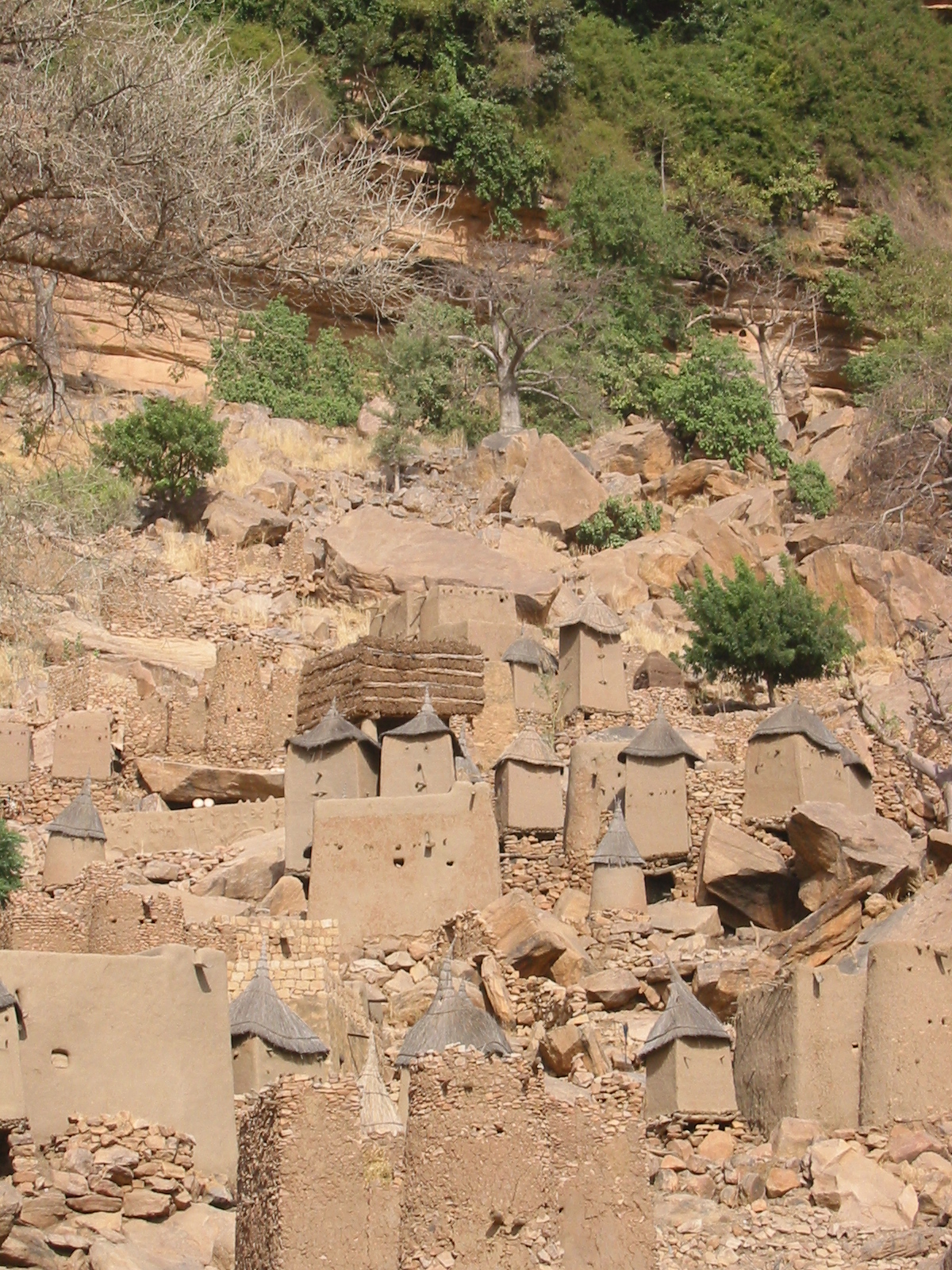
Domy w Banani

Banani – wieś w Mali. Położona w środkowej części kraju, w regionie Mopti. Wieś znajduje się w pobliżu uskoku Bandiagara. Jest zamieszkiwana głównie przez lud Dogonów.
We wsi znajdują się siedliska przodków ludu Dogonów wpisanych na listę UNESCO.